# O Sétimo Guardião
O Sétimo Guardião é uma telenovela brasileira produzida e exibida pela TV Globo de 12 de novembro de 2018 a 17 de maio de 2019, em 161 capítulos. Substituiu Segundo Sol e foi substituída por A Dona do Pedaço, sendo a 15.ª “novela das nove” exibida pela emissora.
Escrita por Aguinaldo Silva com a colaboração de Joana Jorge, Maurício Gyboski, Virgílio Silva e Zé Dassilva, teve direção de Caio Campos, Davi Lacerda, Fábio Strazzer, Guto Arruda Botelho, Luciana de Oliveira e Pedro Brenelli. A direção geral foi de Allan Fiterman, com direção artística de Rogério Gomes. Além disso, outros 26 colaboradores aparecem nos créditos finais (os nomes dos alunos da master class administrada por Aguinaldo em 2015, que desenvolveram a sinopse da história).
Contou com Bruno Gagliasso, Marina Ruy Barbosa, Lília Cabral, José Loreto, Yanna Lavigne, Tony Ramos, Eduardo Moscovis, Isabela Garcia, Dan Stulbach e Letícia Spiller nos papéis principais.

## Enredo
Em Serro Azul, sertão de Minas Gerais, uma fonte com propriedades curativas é protegida por sete guardiões, que evitam que ela se torne de conhecimento público: o líder Egídio, o prefeito Eurico, a cafetina Ondina, o médico Aranha, o delegado Machado, o mendigo Feliciano e a esotérica Milu, além da governanta Judith, a única de fora que conhece o segredo e o acoberta. Quando Egídio morre, o gato Leon – antigo guardião-mor Murilo, que foi castigado a virar animal por quebrar a regra de anti-sexo – sai em busca do próximo escolhido, Gabriel, encantando-o até a cidade. A mudança atrai também a mãe dele, Valentina Marsalla, uma empresária do ramo de cosméticos, que nasceu em Serro Azul e foi para São Paulo ao ser abandonada grávida por Egídio, retornando à cidade para tentar explorar a fonte com a ajuda do capanga Sampaio e do poderoso sócio Olavo, que nunca perdoou Gabriel por largar sua filha, a mimada Laura, e pretende se vingar.
Para se tornar guardião-mor, Gabriel tem que abrir mão de Luz, por quem se apaixonou ao chegar em Serro Azul, deixando o caminho livre para Júnior, rapaz arrogante que tenta se regenerar para conquistá-la. A moça, no entanto, fica obcecada para descobrir os segredos de Gabriel e da irmandade. A grande antagonista da cidade é Mirtes, uma beata conservadora que fiscaliza a vida de todos e inferniza a nora Stella, a quem ela humilha por não lhe dar netos e ser alcoólatra, e João Inácio, que foi casado com sua finada filha e agora vive um romance com a prostituta Stefânia, jogando o neto Guilherme contra o próprio pai. Outra história é da pobre e ambiciosa Lourdes Maria, que tenta conquistar Olavo para sair da vida humilde que leva, mas acaba sendo apenas usada por ele, magoando Geandro, que sempre gostou dela. Já a fiel escudeira de Valentina é a Marcos Paulo, uma química transexual que continua usando o nome de batismo.
Ainda há outras histórias, como de Nicolau, um chapeiro machista que bate e pressiona a esposa, Afrodite, para ter outro filho, uma vez que deseja ser pai de um jogador de futebol. Eles tem quatro filhos, porém o único homem, Bebeto, sonha em ser dançarino. Já a filha mais velha, Diana, luta karatê escondida e se apaixona por seu treinador, Walid, mas tem que lidar com sua venenosa irmã Rivalda, que faz de tudo para conquistá-lo por ele ser rico. Maltoni é um sacristão bonitão que vive um romance proibido com Elisa, filha do conservador Jurandir e prometida como freira. Machado tem fetiche por calcinhas e as rouba para vesti-las e usar na cama com a esposa Rita, enquanto a primeira dama Marilda rouba água da fonte para se sentir mais jovem.

## Elenco
| Intérprete           | Personagem                               |
| -------------------- | ---------------------------------------- |
| Bruno Gagliasso      | Gabriel Marsalla Rocha Arantes           |
| Marina Ruy Barbosa   | Luz Vidal                                |
| Lília Cabral         | Valentina Marsalla / Marlene Rocha       |
| Tony Ramos           | Olavo de Aragão Duarte                   |
| Eduardo Moscovis     | Murilo Vidal / Leon                      |
| Dan Stulbach         | Prefeito Eurico Rocha                    |
| Letícia Spiller      | Marilda Rocha                            |
| Elizabeth Savalla    | Mirtes Aranha                            |
| Carolina Dieckmmann  | Afrodite Zerzil                          |
| Vanessa Giácomo      | Stella Aranha                            |
| Marcello Novaes      | José Sampaio de Oliveira Gomes (Sampaio) |
| Marcelo Serrado      | Nicolau Zerzil                           |
| Yanna Lavigne        | Laura de Aragão Duarte                   |
| José Loreto          | Eurico Rocha Júnior (Júnior)             |
| Bruna Linzmeyer      | Lourdes Maria Leme                       |
| Milhem Cortaz        | Delegado Joubert Machado (Machado)       |
| Leopoldo Pacheco     | Feliciano Pataxó                         |
| Ana Beatriz Nogueira | Ondina Aballo                            |
| Zezé Polessa         | Milu Negromonte                          |
| Paulo Rocha          | José Aranha Filho (Dr. Aranha)           |
| Nany People          | Marcos Paulo Pionowiski                  |
| Flávia Alessandra    | Rita de Cássia Machado                   |
| Marcos Caruso        | Sóstenes Vidal                           |
| Isabela Garcia       | Judith Alvares                           |
| Fernanda de Freitas  | Louise Marie Dechamps                    |
| Caio Blat            | Geandro Rocha                            |
| Theodoro Cochrane    | Adamastor Davis Crawford                 |
| Paulo Vilhena        | João Inácio Dias                         |
| Carol Duarte         | Stefânia Dias                            |
| Caio Manhente        | Guilherme Aranha                         |
| Laryssa Ayres        | Diana Zerzil                             |
| Gabriel Stauffer     | Walid Simões                             |
| Giulia Gayoso        | Rivalda Zerzil                           |
| Paulo Miklos         | Jurandir Rangel                          |
| Heitor Martinez      | Robério Alvares                          |
| Marcelo Mello Jr.    | Fabim dos Santos                         |
| Aílton Graça         | Padre Ramiro                             |
| Guida Vianna         | Firmina Assunção / Josefa da Cruz        |
| Viviane Araújo       | Neide Assunção                           |
| Matheus Abreu        | Maltoni Ferraz                           |
| Giullia Buscacio     | Elisa Rangel                             |
| Roberto Birindelli   | Tobias Lounge                            |
| Adriana Lessa        | Clotilde Lounge Mondim                   |
| Jaffar Bambirra      | Leonardo (Léo)                           |
| Eduardo Speroni      | Roberto Zerzil (Bebeto)                  |
| Inês Peixoto         | Maria do Socorro Leme (Socorro)          |
| Lucci Ferreira       | Patrício Nasser                          |
| Josie Pessoa         | Luciana Bellatrix                        |
| Mila Carmo           | Januária                                 |
| Felipe Hintze        | Peçanha                                  |
| Julia Konrad         | Raimunda Leme                            |
| Liza Gomes           | Lucilene                                 |
| Ana Clara Couto      | Margareth                                |
| Vittória Seixas      | Cristiana                                |
| Larissa Rodrigues    | Samanta                                  |

### Participações especiais
| Intérprete          | Personagem                            |
| ------------------- | ------------------------------------- |
| Antonio Calloni     | Egídio Arantes                        |
| Tuca Andrada        | José Pinto Carneiro Mattoso (Mattoso) |
| Eriberto Leão       | Afrânio Costa                         |
| Paulo Betti         | Ipiranga Pitiguari                    |
| Luíza Tomé          | Scarlet Mackenzie Pitiguari           |
| Sabrina Kogut       | Djenane                               |
| Cauê Campos         | Arnaldo Alvares (Feijão)              |
| Gustavo Novaes      | Atalla                                |
| Miguel Nader        | Lima                                  |
| Regina Sampaio      | Maria do Ó, a mãe                     |
| Regiana Antonini    | Maria do Ó, a filha                   |
| Laércio Fonseca     | Gercino (morador de Serro Azul)       |
| Andréa Bassit       | Marli                                 |
| Lyv Ziese           | Katiucha                              |
| Antônio Gonzalez    | Dr. Cardoso                           |
| Marcelo Aquino      | Emanuel                               |
| Alex Teix           | Dr. Reinaldo                          |
| Cristina Amadeo     | Sueli Fusco                           |
| Anja Bittencourt    | Dona Maria                            |
| Adriana Bellonga    | Irmã Piedade                          |
| Simone Zucato       | Liliane                               |
| Talita Fusco        | Roseane                               |
| Giulia Bertolli     | Valentina / Marlene (jovem)           |
| Robson Santos       | Alfredo                               |
| Fábio Tokay         | Jorge                                 |
| Maureen Miranda     | Dida                                  |
| Ágatha Félix        | Luz da Lua (criança)                  |
| Ana Paula Novellino | Jane                                  |
| João Zoli           | Murilo (jovem)                        |
| Milla Fernandez     | Neide (jovem)                         |
| Valentina Sampaio   | Modelo da fantasia de Machado         |

## Produção
"A realidade está muito mais forte do que a ficção. Decidi voltar para o mundo fantástico para tentar sair desse mundo terrível em que a gente vive."

— Aguinaldo Silva sobre a abordagem de uma fonte da juventude na história central.
Em 2015 Aguinaldo Silva ministrou uma master class – um curso preparatório dado por um especialista a profissionais de nível avançado selecionados pelo mesmo – em Petrópolis, no qual apenas 26 potenciais autores foram escolhidos dentre os 783 inscritos. Com os alunos, o autor desenvolveu a sinopse e o primeiro capítulo de uma telenovela durante os quinze dias de aula, entregando o projeto à TV Globo no final daquele ano. Após dois adiamentos, a trama foi cancelada em setembro de 2017 devido a problemas judiciais envolvendo seus ex-alunos do curso e a emissora pediu a Aguinaldo que desenvolvesse outra telenovela para o horário, sendo que o autor entregou a sinopse de Enquanto o Lobo não Vem.
Ainda chateado com a decisão de cancelarem O Sétimo Guardião, Aguinaldo disse que não continuaria a desenvolver a história após a ação judicial mesmo se a emissora pedisse e nunca mais tocaria nem no nome da trama: "Nunca mais sequer escreverei o título".  Em dezembro de 2017 a cúpula de teledramaturgia da emissora decidiu retomar a produção de O Sétimo Guardião, independente das pendências judiciais, e pediu que Aguinaldo continuasse a desenvolver o projeto, cancelando assim Enquanto o Lobo não Vem. Segundo o autor, a telenovela seria focada no realismo fantástico, gênero televisivo utilizado por Aguinaldo durante duas décadas de sua carreira, mas que não era mais abordado por ele desde Porto dos Milagres, em 2001. Diferente das demais telenovelas do autor, O Sétimo Guardião não apostou no realismo unido à comédia, sendo explorada com outros gêneros como drama e suspense em uma atmosfera menos solar e mais soturna. No entanto, após o primeiro mês, pesquisas realizadas pela emissora apontaram uma rejeição ao realismo fantástico e o gênero deixou de ser abordado gradativamente – com exceção da fonte da juventude –, encaminhando a trama para o drama.
Colaboradores que criaram a história original na Master Class
- Adalberto de Almeida Monteiro Neto
- Adriano Rafael Vaz
- Andre Wacemberg
- Andre Luís Cia
- Ariela Massotti
- Bolivar Soares
- Claudio Felicio Pifano Silva
- Danilo Henrique de Castro
- Jorge Francisco Rossi Pinto
- Julia Marinho Laks
- Julielson José Moura de Lima
- Júlio Kadetti
- Karin Verzbickas
- Lucas Martins Néia
- Luiz Felipe Petruccelli
- Maria Inez Chrispim Guaraná
- Peterson Klug
- Regiana Antonini
- Ryllberth Ribeiro
- Silvio Cerceau
- Sylvia Tereza da Palma de Mello
- Tiago Ferreira da Fonseca
- Valtair Barbosa da Silva
- Victor Antonio Pires dos Santos
- Washington Luís Oliveira Duque
- Weber Lasaro de Oliveira

### Escolha do elenco
Marina Ruy Barbosa, Lília Cabral e Elizabeth Savalla foram os primeiros nomes reservados para a novela, ainda em dezembro de 2015. Originalmente, Chay Suede interpretaria Gabriel, mas a direção o remanejou para o papel do antagonista Junior, desfazendo assim a imagem de "bom moço" dos papeis anteriores. Cauã Reymond foi então escalado para o papel do protagonista. Cauã desistiu do papel algum tempo depois para protagonizar a série Ilha de Ferro, justificando que queria se desvencilhar dos papeis de "mocinho", e Bruno Gagliasso assumiu o personagem. Chay também deixou a trama quando ela foi adiada para interpretar Ícaro em Segundo Sol, que havia ocupado o posto de O Sétimo Guardião na faixa de horário. Maurício Destri foi convidado na sequência para interpretar Júnior, mas preferiu o co-protagonista de Orgulho e Paixão. Caio Castro chegou a ser anunciado, mas foi substituído por Gabriel Leone, que acabou também desistindo do papel, para protagonizar Onde Nascem os Fortes. Indicado pelo autor, Daniel Rocha não teve seu contrato renovado com a emissora e o papel ficou para José Loreto.
Luana Piovani era a primeira opção de Aguinaldo para interpretar Marilda, mas a direção não concordou com a ideia, devido à imagem controversa da atriz. Vivianne Pasmanter foi convidada mas não aceitou, optando por integrar o elenco de Novo Mundo, e o papel passou para Letícia Spiller. Aguinaldo também queria Marjorie Estiano interpretando Afrodite, mas a direção achou que ela tinha aparência jovial demais para o papel, além de estar ocupada com as gravações do seriado Sob Pressão. Paolla Oliveira foi então convidada para o papel mas não aceitou, optando por interpretar Vivi em A Dona do Pedaço, sucessora de O Sétimo Guardião. Carolina Dieckmann ficou então com o papel. Osmar Prado e Susana Vieira também foram substituídos dos papeis de Sóstenes e Ondina por apresentarem problemas de saúde na época, trocados por Marcos Caruso e Ana Beatriz Nogueira, respectivamente.
Thaila Ayala, Adriana Birolli e Yanna Lavigne fizeram os testes para interpretar Laura, sendo que a última ficou com o papel. Laryssa Ayres foi confirmada em maio de 2018 para interpretar o papel de Diana, que inicialmente seria uma skatista, mas dois meses antes da estreia, o perfil da personagem mudou completamente, e ela então passou a ser uma lutadora de karatê. José Mayer foi cogitado para interpretar Feliciano, perdendo o papel após ser acusado de assédio sexual, nos bastidores de A Lei do Amor, pela figurinista Su Tonani. Humberto Martins foi convidado na sequência, mas aceitou fazer Verão 90, e Leopoldo Pacheco ficou com o papel. José foi também escalado para viver Mattoso, por imposição de Aguinaldo Silva, mas teve sua escalação vetada novamente pela emissora. Tuca Andrada ficou com o personagem, e José Mayer foi demitido da Globo.